# Chris Jericho

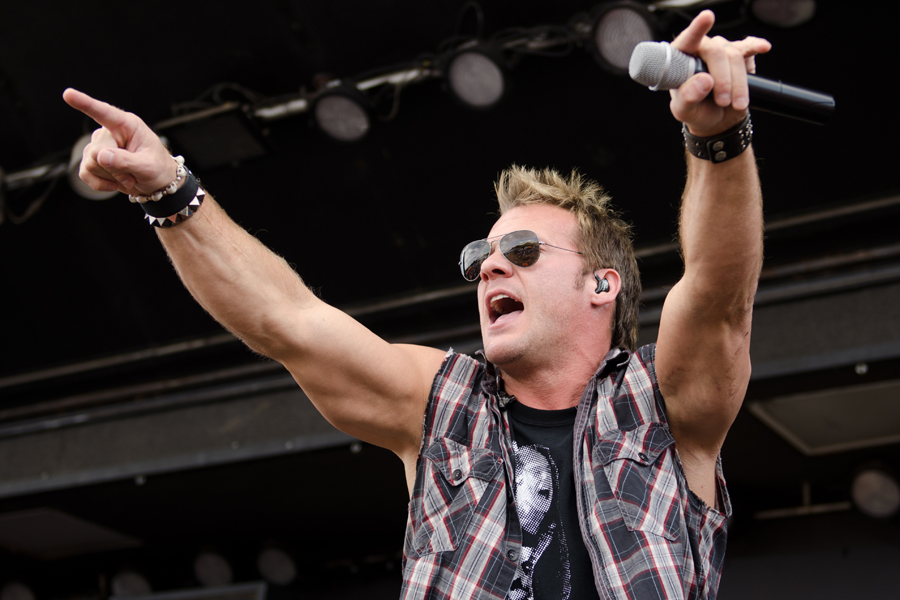
Jericho a Fozzy-ban

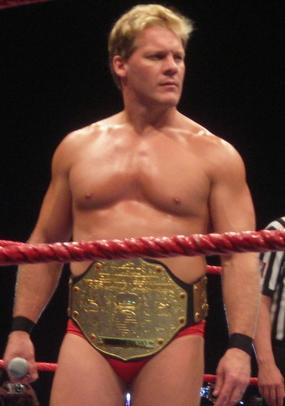
WHC bajnok, 2008

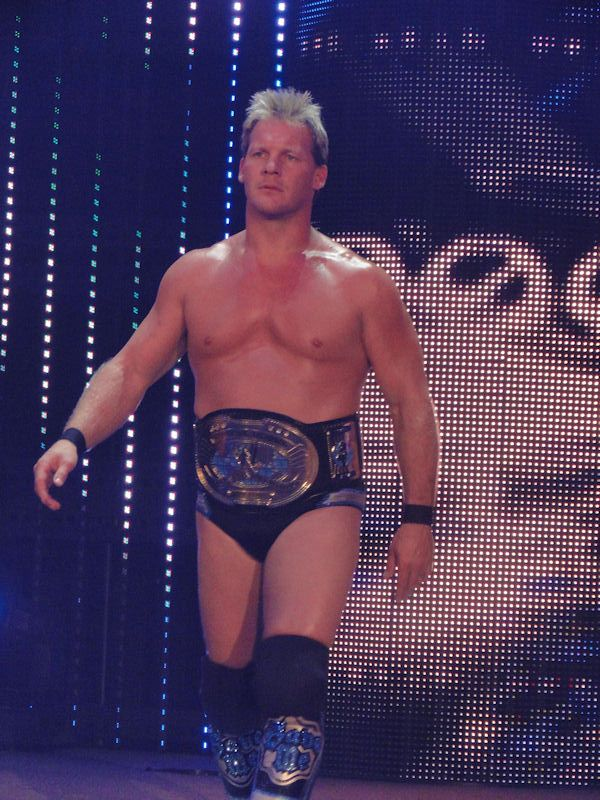
Interkontinentális bajnok, 2009

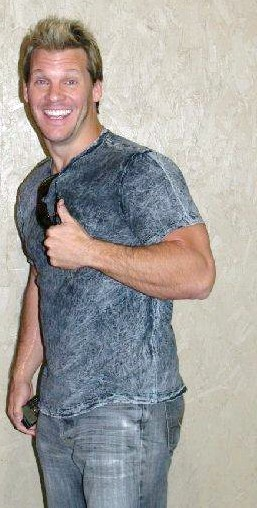
Jericho 2007-ben

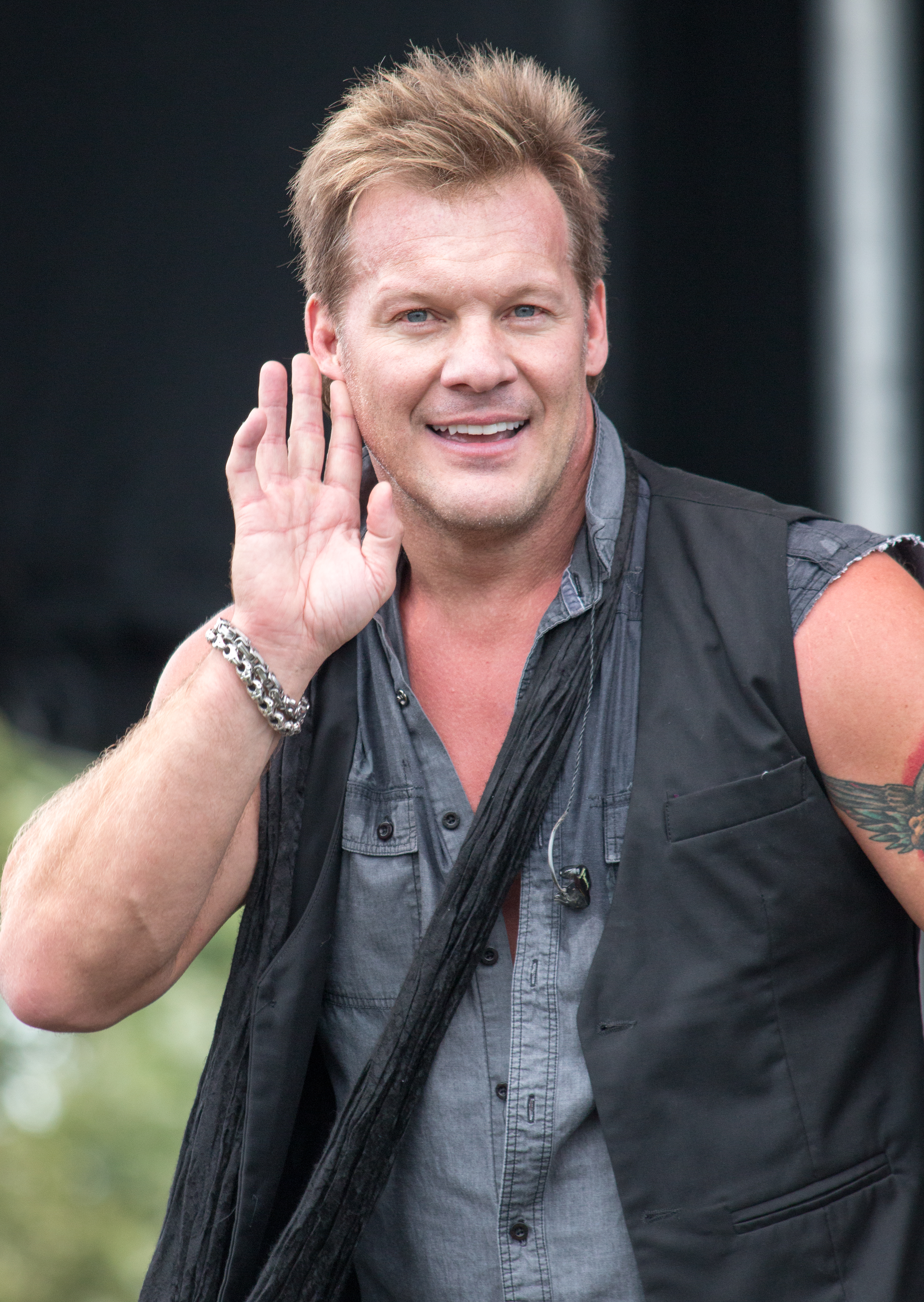
Fozzy, 2015

Christopher Keith Irvine, ismertebb nevén Chris Jericho (Manhasset, 1970. november 9. –) kanadai-amerikai profi birkózó, profi pankrátor, zenész, író és színész. Jericho összesen 30db bajnoki címet nyert a WWE-ben, a WCW-ben és az ECW-ben. A címek jelentős részét az 1990-2000 közötti években szerezte. Jericho 9x-es interkontinentális bajnok, s ezzel ő tartja jelenleg is a rekordot. A pankráció mellett zenével is foglalkozik; ő a Fozzy nevű rock- és heavymetal-együttes énekese.

## Kezdetek, pankrátor karrier
Édesapja (Ted Irvine) a New York Rangers csapatában jégkorongozott. A család Kanadába költözött, ezért Chris ott nevelkedett fel, és ott járt iskolába. Érdeklődése a hivatásos birkózás iránt akkor kezdődött, amikor elkezdte nézni a American Wrestling Association (AWA) eseményeit. Családjával többször kijárt a Winnipeg Arénába; kedvence Owen Hart, Ricky "The Dragon" Steamboat és Shawn Michaels volt. 19 éves korában belépett a Hart Brothers birkózó iskolába, ahol már az első napon találkozott Lance Evers-el. 1992-ben Mexikóba utazott, és "Leon D'Oro", majd később "Corazón de León" néven versenyzett a Consejo Mundial de Lucha Libre (CMLL)-nél. Ezt követően Németországban, majd Japánban turnézott. 1996-ban az Extreme Championship Wrestling (ECW)-hez ment, ahol megnyerte az ECW World Television bajnoki címet. Itt többször öcsszecsapott Taz, Sabu, Rob Van Dam, Foley (másnéve Cactus Jack), Shane Douglas, és 2 Cold Scorpio ellen, majd felfigyelt rá a World Championship Wrestling (WCW). 1996. augusztus 26-án debütált a WCW Nitro című adásán, Alex Wright ellen. Ezt követően többször elnyerte a WCW Cruiserweight bajnoki címet, valamint egyszeres WCW Television bajnok is lett. 1999. június 30-án aláírta a szerződést a World Wrestling Federation (WWF)-el. A következő időszakban Chyna-val, Hardcore Holly-val, Kurt Angle-el, William Regal-al és Chris Benoit-al csapot össze az interkontinentális címért, amit többször is megnyert. Időközben Benoit-al, The Rock-al, később pedig Christian-el állt össze egy csapatba, így a Tag Team bajnoki címet is magáénak tudhatta. Ezután a WWF bajnoki címet tűzi ki célul. 2001. december 9-én, a Vengeance-n legyőzi The Rock-ot, s ezzel ő lesz az új WCW világbajnok. Ugyan ezen az estén megveri Stone Cold Steve Austin-t is, így a WWF bajnoki címet is megszerzi, így ő lesz az új vitathatatlan világbajnok. Ezután többször megvédi a címét, de végül Triple H veszi el tőle a WrestleMania X8-on. Ezután ismét az interkontinentális bajnoki címért harcol Shelton Benjamin, Christian, és Rob Van Dam ellen. 2005. augusztus 25-én lejárt a szerződése a WWE-nél. Ezután a Fozzy nevű rockbandájával turnézott a világban, majd két év kihagyás után újra visszatér a WWE-be, 2007. szeptember 24-én. A WWE bajnoki címért többször összecsap Randy Orton-al, John Cena-val illetve Shawn Michaels-el, de nem sikerül megszereznie. Ezután ismét az interkontinentális öv felé fordul, amit ismét megnyer. Ekkor az ellenfelei főképp Kofi Kingston és Jeff Hardy voltak. Ezt követően a nehézsúlyú világbajnoki (WHC) övet szeretné megkaparintani. Ez 2008. szeptember 7-én sikerül is neki, amikor legyőzi John "Bradshaw" Layfield-et, Batista-t, Rey Mysterio-t és Kane-t. Az övet nem sokkal később Batista miatt elbukja. A visszavágón sikerül ugyan visszaszereznie, de november 23-án John Cena ismét elveszi tőle. Ezután Rey Mysterio-val keveredik viszályba, és ismét az interkontinentális öv kerül a célkeresztbe. 2009. június 7-én, az Extreme Rules-en 9x-es interkontinentális bajnok lesz. (Ezzel ő tartja a rekordot ennél az övnél.) Ezt követően Edge-val áll össze egy csapatba, és együtt meg is nyerik Tag Team bajnoki címet. Később ő lesérül, és a Big Show veszi át a helyét. Fő ellenfelük itt a The Legacy (Cody Rhodes és Ted DiBiase), Batista és Rey Mysterio és a Cryme Tyme (Shad Gaspard és JTG) voltak. A Tag team bajnoki övet végül a D-Generation X (Triple H és Shawn Michaels) veszi el tőlük. 2010. február 21-én, az Elimination Chamber-en ismét megszerzi a WHC övet az Undertaker, John Morrison, R-Truth, CM Punk és Rey Mysterio legyőzésével. A WrestleMania XXVI-n megvédi Edge ellen, ám április végén Jack Swagger miatt elbukja, aki beváltja ellene a Money in the Bank táskát. Ezt követően a The Miz-el áll össze, és a The Hart Dynasty (David Hart Smith és Tyson Kidd) ellen keverednek viszályba. 2012. január 29-én részt vesz a 30 emberes Royal Rumble meccsen. Bekerül a fináléba, ám Sheamus kiejti őt. A WrestleMania XXVIII-on CM Punk ellen száll ringbe a WWE bajnoki címért, ám vereséget szenved tőle. A különböző rendezvényeken ezután még több kísérletet tesz a WWE öv megszerzésére, ám egyiken sem jár eredménnyel. 2013-ban, a WrestleMania 29-en meglepetésre Fandango-tól vereséget szenved. Emiatt viszály kerekedik közöttük, ám a visszavágón sikerül megvernie őt. Hosszabb-rövidebb kihagyásokkal 2014-ben már Bray Wyatt ellen kerül összetűzésbe, akivel többször összecsap. Hosszú kihagyás után 2015. szeptember 20-án tűnik fel a Night of Champions-on a Wyatt család ellen. 2016 januárjában részt vesz a Royal Rumble meccsen, ám 50 perc után Dean Ambrose kiejti őt. Ezután AJ Styles-al kezdett el egy hosszabb viszályt, akivel többek között a WrestleMania 32-n is összecsapott. Jericho-nak időközben megváltozott a megjelenése: sálat kezdett el hordani, bajuszt növesztett és a híres "villogós" kabátját sem hordta már. Ezt követően Kevin Owens-el szövetkezett, és többször segített neki megvédeni az Universal bajnoki címét Seth Rollins ellen. (Beavatkozott a mérkőzésekbe.) 2017. január 9-én Owens segítségével legyőzi Roman Reigns-t egy handicap meccsen, így  lesz Ő lesz az új Országos bajnok. Január 29-én részt vesz a Royal Rumble meccsen, ám 1 óra küzdelem után Roman Reigns kiejti őt.
Hamarosan elhagyja a WWE-t, majd a New Japan Pro Wrestling-hez igazol, ahol feudba kezd Kenny Omegával. 2018-ban ,,hadat üzen a WWE-nek" és az új konkurenciához az AEW-hoz igazol. Itt a Duble Or Nothing gálán megveri Kenny Omegát.Jericho nem sokkal érkezése után létrehozza az Inner circle nevű csapatát melynek tagjai Jake Hager ,Sammy Guevara , Ortiz ,Santana és Jericho önmaga.Ezután "Hangman" Adam Page legyőzésével AEW bajnok lesz.Ezt különböző pankrátorok ellen is megvédi , mint Cody , Scorpio sky és Jungle boy, majd 2020 február 29-én elveszti bajnoki címét Jon Moxley ellen. Hamarosan viszályt kezd az Elite nevű csapattal ,akik ellen a Double or nothing rendezvényen csap össze az Inner circle egyesületével egy Stadium stampede meccsen.

## Eredményei
NWA World Middleweight Championship (1x)
- 1993.12.04.: Live event-en.

ECW Television Championship (1x)
- 1996.06.22.: Pit Bull #2-t győzte le a Hardcore Heaven-ben.

WCW Television Championship (1x)
- 1998.08.10.: Stevie Ray-t (más néven Booker T-t) győzte le a Nitro-ban.

WCW Cruiserweight Championship (4x)
- 1997.06.28.: Syxx-t győzte le a Nitro-ban.
- 1997.08.12.: Alex Wright-t győzte le a Saturday Night-on.
- 1998.01.24.: Rey Mysterio-t győzte le a Souled Out-on.
- 1998.06.14.: Dean Malenko-t győzte le a The Great American Bash-on.

WCW Championship (2x)
- 2001.10.21.: The Rock-ot győzte le a No Mercy-n.
- 2001.12.09.: The Rock-ot győzte le a Vengeance-n.

European Championship (1x)
- 2000.04.02.: Kurt Angle-t és Chris Benoit-ot győzte le a WrestleMania 2000-en.

WWF Hardcore Championship (1x)
- 2001.05.28.: Raw is War-on.

World Tag Team Championship (3x)
- 2001.05.21.: Csapattársával, Chris Benoit-al legyőzik Stone Cold-ot és Triple H-t a RAW-on.
- 2001.10.22.: Csapattársával, The Rock-al legyőzik The Dudleys (Bubba Ray Dudley és D-Von Dudley)-t a RAW-on.
- 2002.10.14.: Csapattársával, Christian-el legyőzik Kane-t és The Hurricane-t a RAW-on.

WWE Tag Team Championship (2x)
- 2009.06.28.: Csapattársával, Edge-vel legyőzik The Legacy (Cody Rhodes és Ted DiBiase)-t és a The Colóns (Carlito és Primo)-t a The Bash-en.
- 2009.07.26.: Csapattársával, a Big Show-al (Jeri-Show) legyőzik The Legacy (Cody Rhodes és Ted DiBiase)-t a Night of Champions-on.

WWE Intercontinental Championship (9x)
- 1999.12.12.: Chyna-t győzte le az Armageddon-on.
- 2000.01.23.: Chyna-t és Hardcore Holly-t győzte le a Royal Rumble-n.
- 2000.05.04.: Chris Benoit-ot győzte le a SmackDown-ban.
- 2001.01.21.: Chris Benoit-ot győzte le a Royal Rumble-n.
- 2002.09.16.: Rob Van Dam-ot győzte le a RAW-on.
- 2003.10.27.: Rob Van Dam-ot győzte le a RAW-on.
- 2004.09.12.: Christian-t győzte le a Unforgiven-en.
- 2008.03.10.: Jeff Hardy-t győzte le a RAW-on.
- 2009.06.07.: Rey Mysterio-t győzte le az Extreme Rules-en.

WWE Championship (1x)
- 2001.12.09.: Stone Cold-ot győzte le a Vengeance-n.

Undisputed World Championship (1x)
- 2001.12.09.: Stone Cold-ot és The Rock-ot győzte le a Vengeance-n.

World Heavyweight Championship (3x)
- 2008.09.07.: Az Unforgiven-en legyőzte John "Bradshaw" Layfield-et, Batista-t, Rey Mysterio-t és Kane-t.
- 2008.11.03.: Batista-t győzte le a RAW-on.
- 2010.02.21.: Elimination Chamber-en legyőzte az Undertaker-t, John Morrison-t, R-Truth-t, CM Punk-ot és Rey Mysterio-t.

Bragging Rights Trófea (1x)
- 2009.10.25.: Team SmackDown (Chris Jericho, Kane, R-Truth, Matt Hardy, Finlay, Tyson Kidd, David Hart Smith) legyőzte a Team Raw (Triple H, Shawn Michaels, Big Show, Cody Rhodes, Jack Swagger, Kofi Kingston, Mark Henry) csapatát egy 14 emberes tag team meccsen, s ezzel elnyerték a Bragging Rights trófeát.

Slammy-díjak (3x)
- Év szupersztárja (2008)
- Év Tag Team-je (Big Show-al, 2009)
- Az év legextrémebb pillanata (Acélketrec meccsen Bray Wyatt ellen a RAW-on, 2014)

## Filmjei
| Év   | Cím                                                       | Szerep        |
| ---- | --------------------------------------------------------- | ------------- |
| 2006 | A gépek háborúja (Android Apocalypse)                     | TeeDee        |
| 2009 | Z Rock /TV Sorozat/                                       |               |
| 2009 | Aaron Stone                                               | Billy Cobb    |
| 2009 | Albino Farm                                               | Levi          |
| 2009 | Bloodstained Memoirs                                      | Chris Jericho |
| 2010 | MacGruber                                                 | Frank Korver  |
| 2015 | Sharknado 3. - A végső harapás (Sharknado 3: Oh Hell No!) | Bruce         |
| 2015 | Nothing to Report                                         |               |
| 2016 | A Thunderman Család /TV Sorozat/                          | Gary          |

## Bevonuló zenéi
- "Unskinny Bop" előadó: Poison (CWC/WFWA, 1990–1991)
- "Tease Me Please Me" előadó: Scorpions (WFWA/CNWA/CRMW, 1991–1993)
- "Overnight Sensation" előadó: FireHouse (FMW, 1991)
- "Silent Jealousy" előadó: X-Japan (FMW, 1992)
- "You're Invited (But Your Friend Can't Come)" előadó: Vince Neil (CRMW/IWA, 1993–1996)
- "Gonna Make You Sweat (Everybody Dance Now)" előadó: C+C Music Factory (CMLL, 1993)
- "Enter Sandman" előadó: Metallica (CMLL, 1993–1995)
- "Rock America" előadó: Danger Danger (SMW, 1994)
- "Thunder Kiss '65" előadó: White Zombie (WAR, 1994–1996)
- "Soul-Crusher" előadó: White Zombie (ECW, 1996)
- "Electric Head, Pt. 2 (The Ecstasy)" előadó: White Zombie (ECW, 1996)
- "All The Days" előadó: Mammoth (WCW, 1996–1997)
- "Super Liger" előadó: New Japan Pro Wrestling (NJPW, 1997)
- "One Crazed Anarchist" előadó: Grunge City from the Aircraft Music Library (WCW, 1997–1999)
- "King of My World" előadó: Saliva (WWE; 2002. november 17.)
- "Don't You Wish You Were Me" előadó: Fozzy (WWE; 2004)
- "Crank the Walls Down" előadó: Maylene & The Sons of Disaster (WWE; 2009. július 31. – 2010. január 4. között, Big Show-val való csapatban)
- "Break the Walls Down" előadó: Adam Morenoff (WWF/E; 1999. augusztus 9. – 2005. augusztus 25.; 2007. november 19. – 2010. szeptember 27.; 2012. január 2. – napjainkig)

## Magánélete
Manhasset-ben (New York állam) született, de Winnipeg-ben (Manitoba állam, Kanada) nevelkedett fel. Apja, Ted Irvine egy National Hockey League (NHL) játékos volt. 2000-ben vette feleségül Jessica Lockhart-ot, majd három gyermekük született: 2003-ban fia, Ash Edward Irvine; 2006-ban pedig Sierra Loretta "SiSi" Irvine és Cheyenne Lee "Chey" Irvine, akik ikertestvérek. Irvine-on négy tetoválás található. Az első (felesége neve) a gyűrűs ujján található. A második egy F betű (Fozzy rövidítése), ami a kézfején kapott helyet. Harmadik tetoválása a bal karján található; és a Fozzy ötödik stúdióalbuma lemezborítóját (Sin and Bones)-t ábrázolja. Negyedik tetoválása 2012. szeptember 28-án lett kész, és egy töklámpást ábrázol.

## Ajánlott oldalak
- WWE Championship title history
- World Tag Team Championship title history
- WWE Tag Team Championship title history
- Intercontinental Championship title history
- World Heavyweight Championship title history

## Fordítás
Ez a szócikk részben vagy egészben  a   Chris_Jericho című angol Wikipédia-szócikk fordításán alapul.  Az eredeti cikk szerkesztőit annak laptörténete sorolja fel. Ez a jelzés csupán a megfogalmazás eredetét és a szerzői jogokat jelzi, nem szolgál a cikkben szereplő információk forrásmegjelöléseként.